# Кан, Дмитрий Вавильевич
Дми́трий Вави́льевич Ка́н (1924, Литин, Подольская губерния — 1989, Москва) — советский уролог, основатель кафедры урологии МГМСУ, один из ближайших учеников выдающегося уролога, заслуженного деятеля науки РСФСР, профессора А. П. Фрумкина (1897—1962).
Дмитрий Вавильевич был заведующим кафедрой с 1972 по 1989 год.

## Биография
В 1941 г. в возрасте 17 лет пошёл добровольцем в армию, окончил Краснодарское пехотное училище,  командовал минометной батареей, прошёл всю войну, до Берлина. Был тяжело ранен в Польше, после лечения вернулся в строй. Войну закончил капитаном.
- Был демобилизован в 1946-м, в том же году поступил в мединститут в Виннице, который закончил в 1951 г.
- Женился; жена: Роза Ефимовна Рейзис.
- 1951—1954 — хирург на станции Ясиноватая в больнице Сталинской железной дороги (теперь — Донецкая), ординатор хирургического отделения больницы.
- Был направлен в Ленинград харьковским профессором Алапиным («диагноз»: «Вам надо учиться»).
- Был ординатором на кафедре урологии Ленинградского института усовершенствования врачей (ЛенГИДУВ).
- Был направлен в Центральный институт усовершенствования врачей, где он учился у Анатолия Павловича Фрумкина.
- 1957—1968 — возглавил отделение в Боткинской больнице.
- Защитился у Фрумкина в 1960.
- После 15 лет исследований и лечения осложнений у женщин при родах, создал новое направление в медицине — урогинекологию.
- 1969 — защитил докторскую диссертацию «Восстановительные операции на мочеточнике при повторных вмешательствах»[1].
- 1971 — заведующий курсом; с 1972 — профессор, заведующий кафедрой урологии Московского медицинского стоматологического института.
- Член президиума Всесоюзного и Всероссийского обществ урологов, заместитель председателя Всероссийского общества урологов.
- Первое в СССР отделение урогинекологии было организовано в Боткинской больнице Дмитрием Вавильевичем.
  - В 1988 г. при 50й городской больнице на базе этого отделения и кафедры урологии МГМСУ были созданы Всесоюзные центры урогинекологии и андрологии.

Сын: Кан, Яков Дмитриевич

### Деятельность
Возглавив отделение в Боткинской больнице, пятнадцать лет посвятил методике лечения различных осложнений у женщин при родах: так появилось в медицине новое направление — урогинекология.
Первого сентября 1971 года на лечебном факультете Московского медицинского стоматологического института им. Н. А. Семашко был организован курс урологии, преобразованный через два года в кафедру урологии, которую возглавил профессор Дмитрий Вавильевич Кан. После образования кафедра короткое время базировалась в больнице им. С. П. Боткина, затем в ГКБ № 60 и, наконец, с 4 мая 1972 г. окончательно обосновалась в Московской городской клинической больнице № 50. Ко времени избрания по конкурсу на должность заведующего кафедрой урологии профессор Дмитрий Вавильевич Кан был известным отечественным урологом. Он начал врачебный путь с общей хирургии, затем впитал традиции Ленинградской урологической школы и, наконец, приобрел уникальный опыт пластической хирургии мочевой системы, будучи доцентом урологической клиники Центрального института усовершенствования врачей на базе больницы им. С. П. Боткина, которой руководил профессор Анатолий Павлович Фрумкин.

### Публикации
Дмитрий Вавильевич Кан разрабатывал проблемы реконструктивно-пластических операций в урологии.
Он — автор множества научных работ; например:
- «Кишечная пластика мочеточника», М., 1968;
- «Повреждения мочеточников в акушерско-гинекологической практике», М., 1973;
- «Руководство по акушерской и гинекологической урологии», М., 1976

### Награды
В 1985 году Д. В. Кану было присвоено звание заслуженного деятеля науки РСФСР.